# 오스트랄라시아

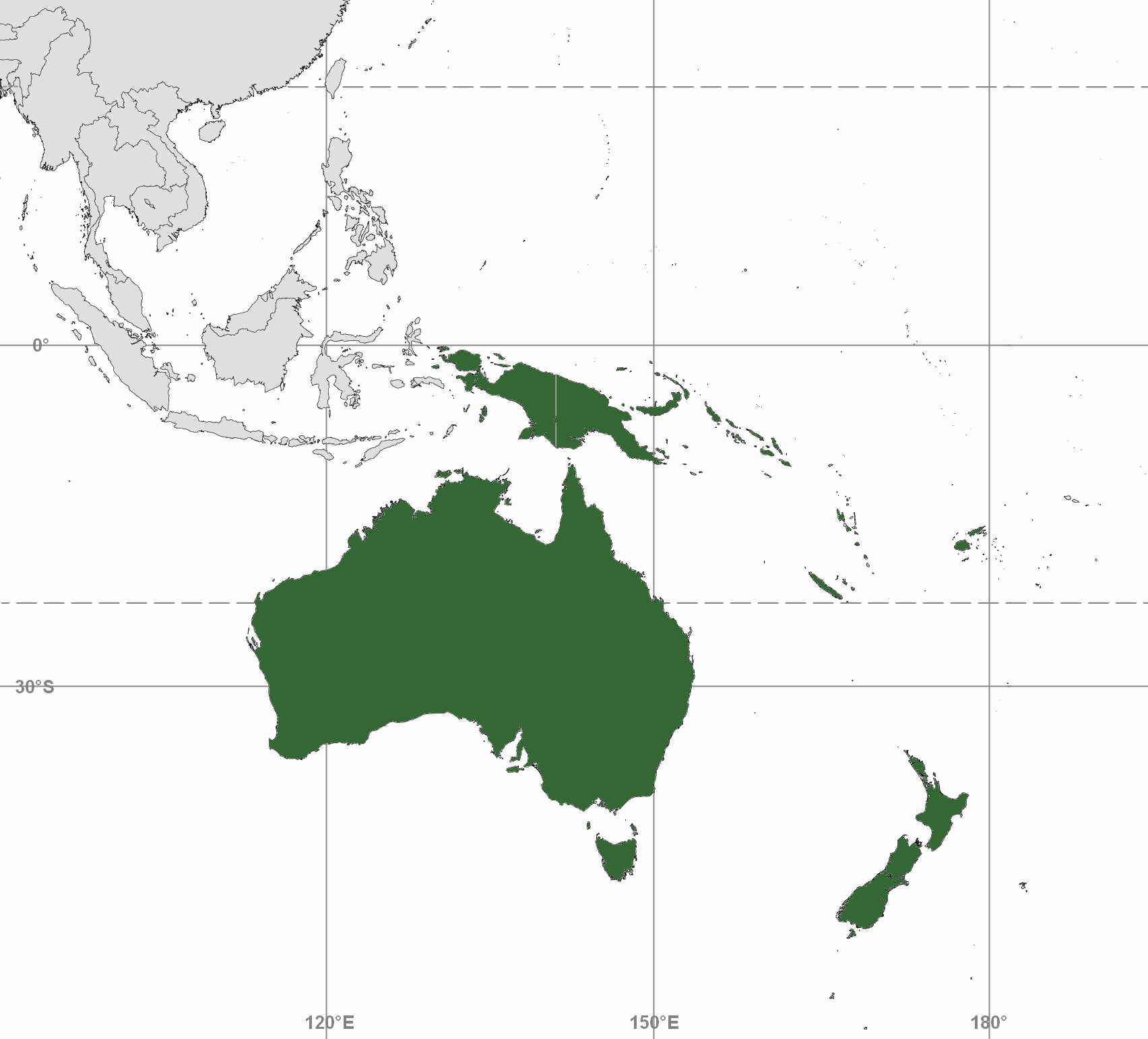
호주와 뉴질랜드, 그리고 이 경우 멜라네시아를 포함하는 호주의 오스트랄라시아 개념도

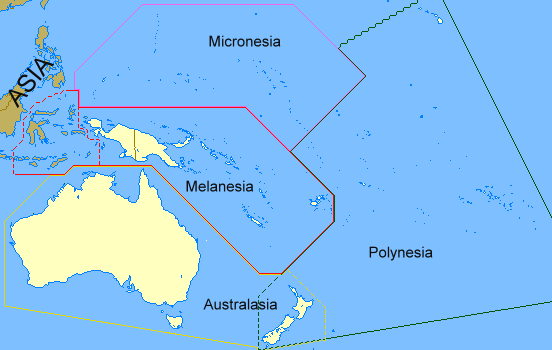
오세아니아의 지역 구분

오스트랄라시아 올림픽 기

오스트랄라시아(영어: Australasia)는 오세아니아의 일부 지역을 부르는 이름이다. 샤를 드 브로스(Charles de Brosses)가 쓴 Histoire des navigations aux terres australes(1756년)에서 처음 사용되었으며, "아시아의 남쪽"이란 뜻의 라틴어에서 왔다.
20세기 초 오스트레일리아와 뉴질랜드 연합팀이 국제대회에 나갈 때 이 이름을 쓰기도 했다. 예컨대 1905년의 데이비스컵 테니스 대회나 1908년과 1912년의 올림픽 경기 등에서 사용했다.

## 오스트랄라시아의 나라와 지역
| 이름           | ISO 3166-1 | 면적(km2) | 인구(명)   | 인구밀도(명/km2) | 수도   |
| -------------- | ---------- | --------- | ---------- | ---------------- | ------ |
| 오스트랄라시아 |            |           |            |                  |        |
| 뉴질랜드       | NZ         | 268,680   | 4,743,131  | 17.3             | 웰링턴 |
| 오스트레일리아 | AU         | 7,686,850 | 24,898,152 | 3.1              | 캔버라 |
| 합계           | 합계       | 7,955,530 | 29,641,283 | 3.3              |        |

## 같이 보기
- 오스트레일리아구
- 올림픽 오스트랄라시아 선수단
- 순다랜드
- 질랜디아